# Кампертоньо
Камперто̀ньо (на италиански: Campertogno; на пиемонтски: Camperteugn, Кампартеун) е село и община в Северна Италия, провинция Верчели, регион Пиемонт. Разположено е на 827 m надморска височина. Населението на общината е 241 души (към 2010 г.).